# لا شابيل بالوه
لا شابيل بالوه هي بلدية فرنسية في إقليم كروز في منطقة ليموزين في وسط فرنسا.
منطقة زراعية تضم البلدة وبضع قرى صغيرة تقع عند تقاطع نهري سيدال وBrézentine، نحو 19 ميلا (31 كم) شمال غرب غويريت في تقاطع الطرق D69 وD72 ,البلدية تقع على طريق حج المعروف باسم طريق سانت جيمس.

## معالم
- كنيسة نوتردام، التي يعود تاريخها إلى القرن الثاني عشر.
- قصر شاتو وبعض التحصينات القديمة.
- الصليب حجر القرن الرابع عشر.

## الروابط الخارجية
1. 1 2  الدليل الجغرافي للبلديات، المعهد الجغرافي الوطني، QID:Q20894925
2. 1 2  الدليل الجغرافي للبلديات، المعهد الجغرافي الوطني، 2015، QID:Q20894925
3. ↑  Populations légales 2022 (بالفرنسية), Institut national de la statistique et des études économiques, 19 décembre 2024, QID:Q131560738 {{استشهاد}}: تحقق من التاريخ في: |publication-date= (help)
4. ↑  Base officielle des codes postaux (بالفرنسية), La Poste, 1er octobre 2018, QID:Q66049091 {{استشهاد}}: تحقق من التاريخ في: |publication-date= (help)
5. ↑  GeoNames (بالإنجليزية), 2005, QID:Q830106

- La Chapelle-Baloue on the Quid website (بالفرنسية)